# Calomboloca
Calomboloca – miasto w Angoli, w prowincji Luanda.